# Antonino Migliore
Antonino Migliore (ur. 7 czerwca 1946 w Serradifalco) – włoski duchowny rzymskokatolicki posługujący w Brazylii, w latach 2002-2022 biskup Coxim.

## Życiorys
Ukończył studia filozoficzno-teologiczne w seminarium w Caltanissetta. Ponadto uzyskał tytuł licencjata z katechetyki na Papieskim Atheneum Salezjańskim.
Święcenia kapłańskie przyjął 29 czerwca 1969. W 1986 wyjechał do Brazylii i przez kilka lat pracował w diecezji Piracicaba. W 1990 przeniósł się do prałatury terytorialnej Coxim i został proboszczem w Sonora. W 1997 powrócił do Włoch i ponownie podjął pracę duszpasterską w diecezji Caltanissetta. Był odpowiedzialny za duszpasterstwo rodzin.

### Episkopat
10 maja 2000 został mianowany przez papieża Jana Pawła II prałatem terytorialnym Coxim i wyniósł go do godności biskupiej. Sakry biskupiej udzielił mu 23 czerwca tegoż roku ówczesny prefekt Kongregacja ds. Biskupów, kard. Lucas Moreira Neves.
13 listopada 2002 papież podniósł prałaturę Coxim do rangi diecezji i mianował bp. Migliore jej pierwszym biskupem.
19 października 2022 papież Franciszek przyjął jego rezygnację z urzędu biskupa Coxim.